# Samuel Edimo
Samuel Edimo N'Ganga (Duala, Camerún, 26 de diciembre de 1934-Pujaudran, Francia, 25 de abril de 1997) fue un futbolista camerunés.

## Trayectoria
Jugó como delantero desde mediados de la década de 1950 hasta mediados de la década década de 1960.
Después de hacer su debut profesional en Montpellier Hérault Sport Club, jugó en el FC Sochaux, Toulouse FC y Red Star Football Club, antes de terminar su carrera en el Union Sportive du Littoral de Dunkerque. Fue finalista en la Copa de Francia de 1959 con el FC Sochaux, con el que consiguió disputar más de 130 partidos y anotar 46 goles.